# Institut Marius Renard
L’Institut Marius Renard est un établissement scolaire situé à Anderlecht, en région bruxelloise.

## Localisation
Le site principal de l’Institut est situé rue Georges Moreau 105-107, dans le quartier de Cureghem. La seconde implantation de l’Institut se trouve quant à elle aux no 882-884 chaussée de Mons, à proximité de la place Bizet.

## Historique
L’école de la rue Georges Moreau est inaugurée en 1914 en tant qu’école communale no 10 pour filles,. L'établissement commence sa fonction d'école technique en 1919, centenaire célébré en 2019 par une exposition au sein de l'école. Dans sa section technique, l'établissement proposait à l'époque de sa création une école de couture. En 1928, le bâtiment se voit partiellement réaffecté pour accueillir l’école dite « des Goujons ». L’établissement actuel, renommé d’après l’ancien bourgmestre Marius Renard, propose un apprentissage de niveau secondaire de l’enseignement général allant de la 1re à la 2e année ainsi que l’enseignement technique allant de la 3e à la 6e année,,. L'Institut Marius Renard compte, en 2019, un total de 67 nationalités différentes parmi ses élèves, selon la directrice de l'établissement.
L'Institut Marius Renard propose un enseignement général (1ère et 2ème année commune, 1ère et 2ème année différenciée et classe passerelle), de l'enseignement professionnel (par exemple, "services sociaux, puériculture et vente"), une 7ème professionnelle ("aide-soignant, gestionnaire de très petites entreprises", entre autres) ainsi que de l'enseignement technique de qualification ("secrétariat tourisme, technicien en comptabilité, technique de gestion, technicien commercial").

## Architecture

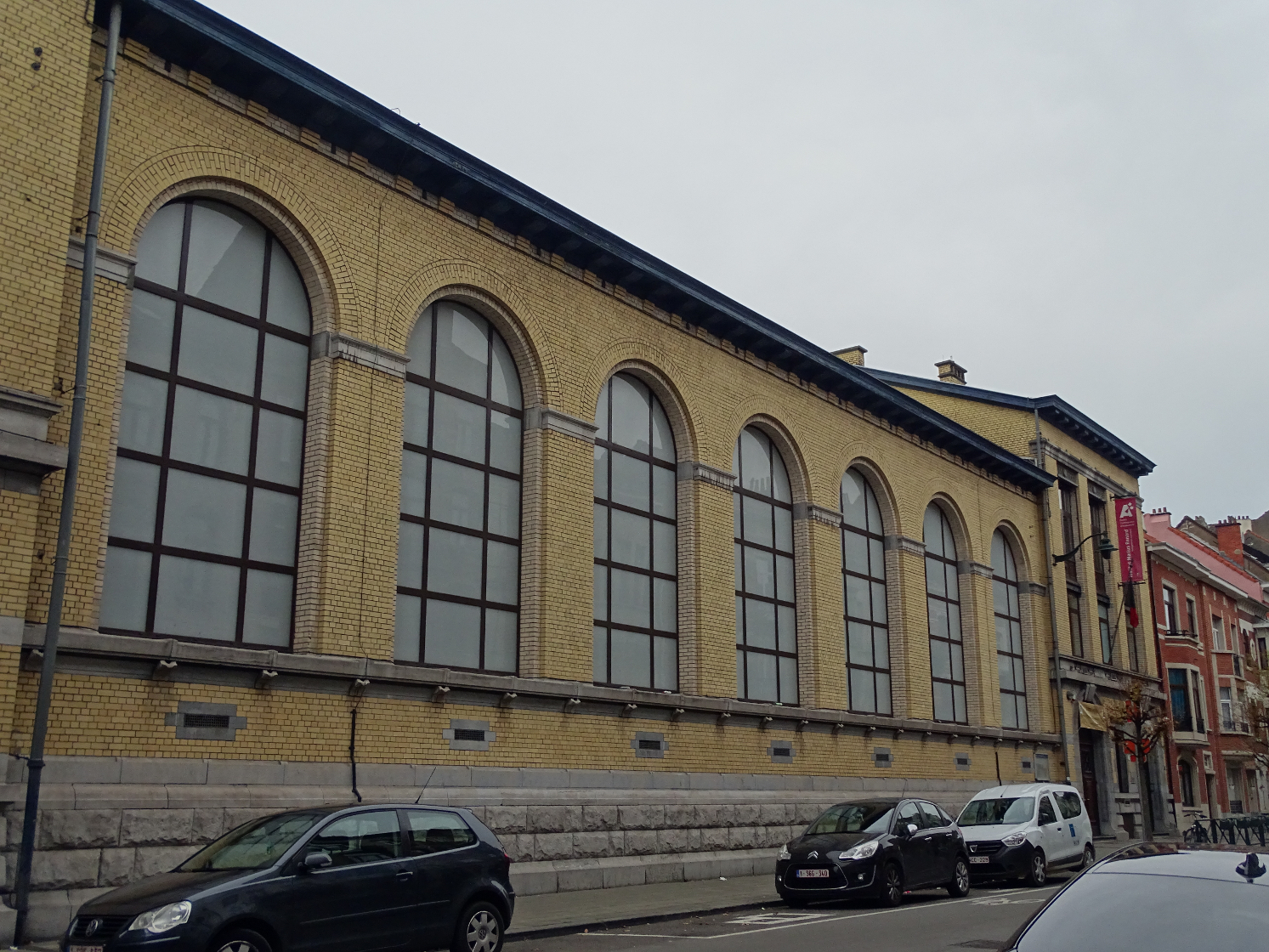
Façade rue Georges Moreau.

### Site Moreau

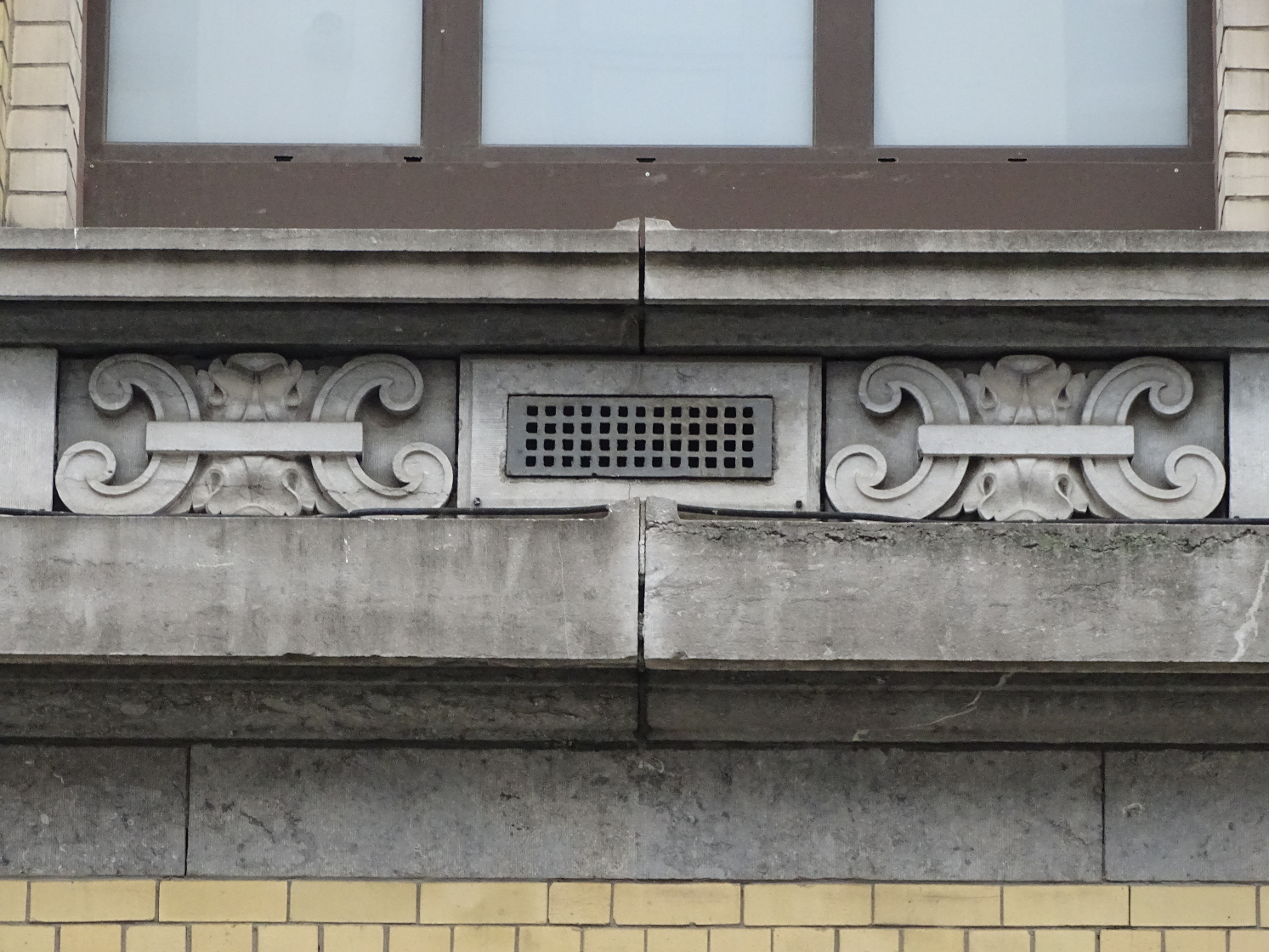
Grille de ventilation en façade.

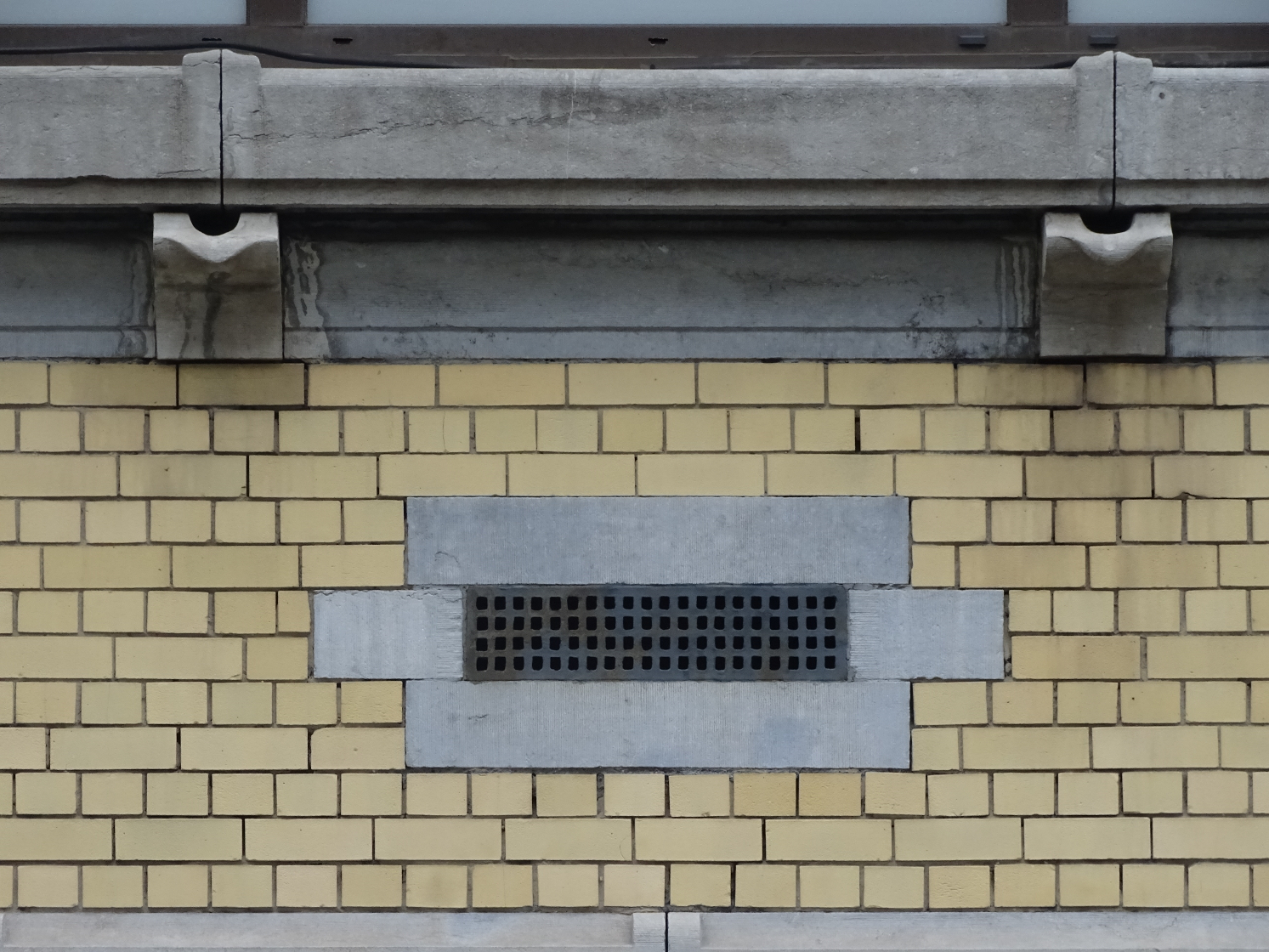
Détail de la façade rue Georges Moreau.

Le bâtiment est l’œuvre de l’architecte communal Louis Ernest S’Jonghers, auteur de nombreuses écoles communales à Anderlecht entre la fin du XIXe et l’entre-deux guerres,. 

#### Façades
La façade principale, rue Georges Moreau, est caractérisée par un parement de briques jaunes et une composition symétrique de deux pavillons autour d’une élévation centrale rythmée par la répétition de sept grandes baies en plein cintre marquant le préau de l’école. Le choix de la brique jaune est rare dans les réalisations de l'architecte S'Jonghers, orientant davantage les compositions de ses autres bâtiments vers le brique rouge et ocre, en alternance avec la pierre bleue. La division du préau en baies régulières en baies en plein cintre est proche des préaux d'autres établissements scolaires conçus par S'Jonghers, comme l'école communale de la rue Eloy (école Carrefour) ou l'école communale n°12 de la rue de la Procession (1911-1920),. Les éléments architecturaux employés dans la façade principale rue Georges Moreau attestent d'une influence de l'Art Nouveau, comme le dessin des éléments en pierre bleue pour l'écoulement des eaux sous les baies en plein cintre. Des grilles de ventilation, insérées dans un motif sculpté en pierre bleue, sont disposées en allège des baies dans les pavillons latéraux et également sous les ouvertures du préau. Les grilles de ventilation en façade sont caractéristiques des écoles communales dessinées par l'architecte S'Jonghers entre la fin du XIXe siècle et le début du XXe siècle,.
Les façades sur cour et sur la rue des Goujons, se rapprochent davantage de l'expression formelle d'autres oeuvres de l'architecte, reprenant une bichromie de briques et de pierre ainsi qu'une haute cheminée pour le chauffage de l'édifice, flanquée sur une aile abritant les salles de classe le long de la rue des Goujons (proche des façades sur cour de l'école communale n°12, rue de la Procession). Morphologiquement, l’école est repliée sur elle-même, créant ainsi une sorte de grand patio accueillant une cour de récréation intérieure. Deux constructions mitoyennes lui sont accolées et une forme longitudinale a été désignée pour l’édifice à la suite d’une protestation formulée par le propriétaire d’un immeuble voisin au sujet du « préjudice que lui causerait le voisinage d’un bâtiment dépassant notablement le mur de clôture de son habitation».

#### Intérieur
Le préau est composé de voûtes  bichromes percées d’ouvertures zénithales, et d’un couloir sur deux niveaux assurant la transition entre le préau et la cour intérieure, ainsi que la communication entre les deux ailes en intérieur d’îlot. Aujourd’hui, cet espace est utilisé comme salle de sport.  Les salles de classe sont abritées dans les deux ailes en retour se déployant vers la rue des Goujons, autour de la cour centrale.

### Site Bizet
L'Institut dispose d'une annexe implantée à la Chaussée de Mons. Elle est installée dans l’ancienne école des Arts, avec laquelle l’Institut cohabite sur ce site. L’ensemble est composé  de deux volumes indépendants : d'une part, un premier bâtiment est implanté à front de la chaussée de Mons. De style néoclassique, il compte six travées régulières et abrite l’administration. Le second bâtiment, de style éclectique et en cœur d’îlot, développe un plan très allongé, aux dimensions de 100 m sur seulement 10m de large. Les façades du second bâtiment sont marquées d'une alternance de briques et de pierre bleue, avec de légers avant-corps à intervalles réguliers. Deux cours extérieures se trouvent de part et d’autre de ce bâtiment. Cette annexe propose un apprentissage de niveau secondaire de l’enseignement général allant de la 1ère à la 2e année ainsi que l’enseignement professionnel allant de la 3e à la 7e année.

### Ouvrages
- Anderlecht. Ses écoles ; ses institutions complémentaires de l'école ; ses œuvres protectrices de l'enfance, Bruxelles, 1922

### Périodiques
- Dirk De Caluwé, « Partie 5 : L'art », Cureghem,‎ 2018
- Ginette De Corte et Eric Diederich, « L'enseignement communal à Anderlecht, 125 ans d'histoire quotidienne », Anderlechtensia, bulletin trimestriel, Bruxelles, Cercle d'archéologie, folklore et histoire d'Anderlecht, no 142,‎ décembre 2012